# تجويف الحوض
تجويف الحوض هو تجويف في جسم الإنسان محاط بعظام الحوض. سقفه المائل هو مدخل الحوض (فتحة الحوض العليا). أما حدّه السفلي فهو قاع الحوض.
يحتوي تجويف الحوض في المقام الأول على الأعضاء الجنسية والمثانة والقولون السيني، والمستقيم. يقع المستقيم في الجزء الخلفي من الحوض، في منحنى العجُز والعصعص؛ تقع المثانة في المقدمة خلف الارتفاق العاني.
عند الأنثى، يحتلّ الرحم والمهبل حيّزاً بين هذه الأعضاء. كما يتضمن التجويف الحوضي الشرايين والأوردة والعضلات والأعصاب. تتواجد هذه البُنى في مكانٍ مزدحم، وعليه يؤثر اضطراب أحد مكونات الحوض على الأعضاء الأخرى؛ على سبيل المثال، يؤثر الإمساك على المستقيم ويضغط على المثانة، أو قد تسبب الولادة ضرراً في الأعصاب الفرجية ما يؤدي إلى ضعف الشرج.

## البُنية

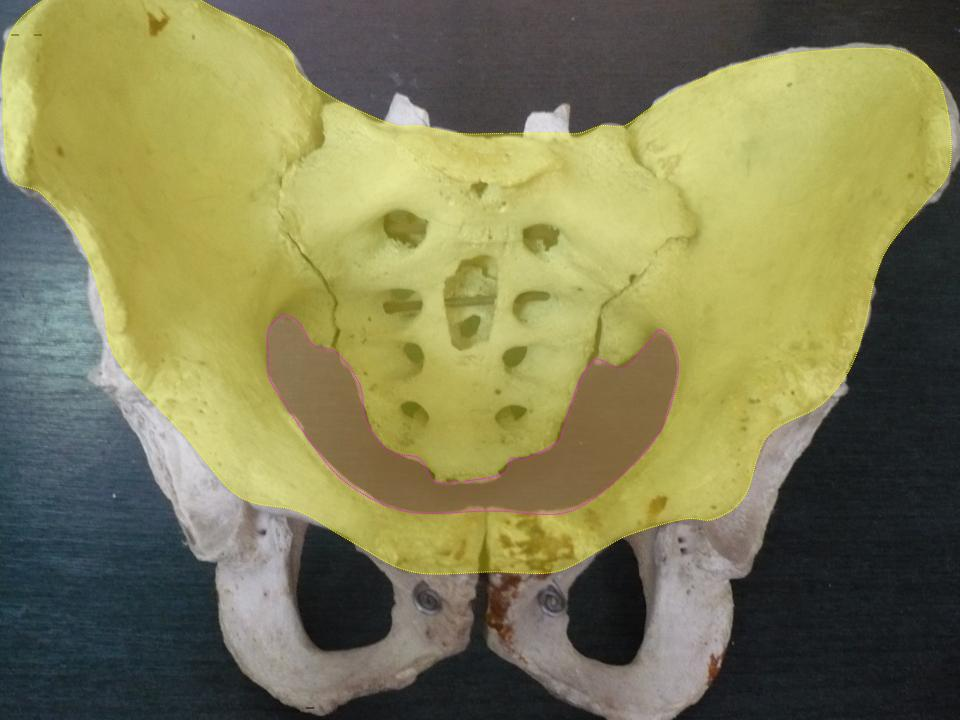
الحوض

في الحوض جدار أمامي سفلي، وجدار خلفي، وجداران حوضيان جانبيان؛ وجدار حوضي سفلي يعرف أيضاً باسم قاع الحوض. يرتبط الغشاء المصلي البطني بالحوض وبالجدار البطني.

## أنظر أيضا
- حوض متجمد

## وصلات خارجية
- عرض عام من buffalo.edu
- رسم تخطيطي من موقع southwest.tn.edu نسخة محفوظة 11 مارس 2007 على موقع واي باك مشين.
- صورة نموذج (أنثى)
- صور تشريحية:44:os-0502 في مركز داونستيت الطبي التابع لجامعة نيويورك - "حوض ذكر الإنسان: عظام حوض الذكر الواضحة"
- صور تشريحية:44:os-0503 في مركز داونستيت الطبي التابع لجامعة نيويورك

## صور إضافية

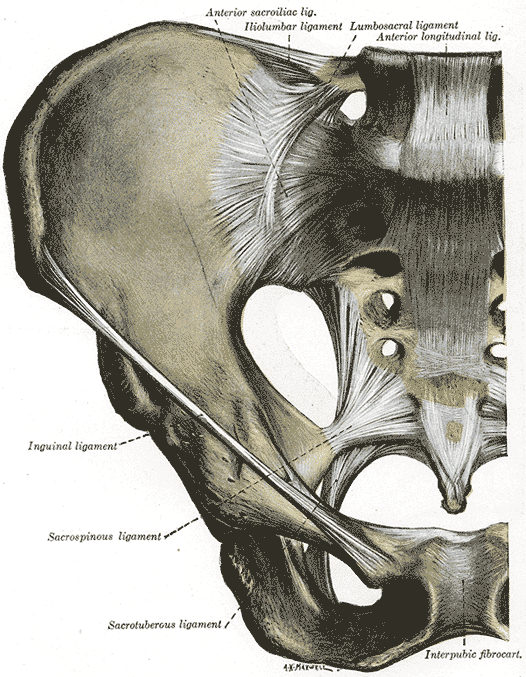
مفاصل الحوض. منظر داخلي.
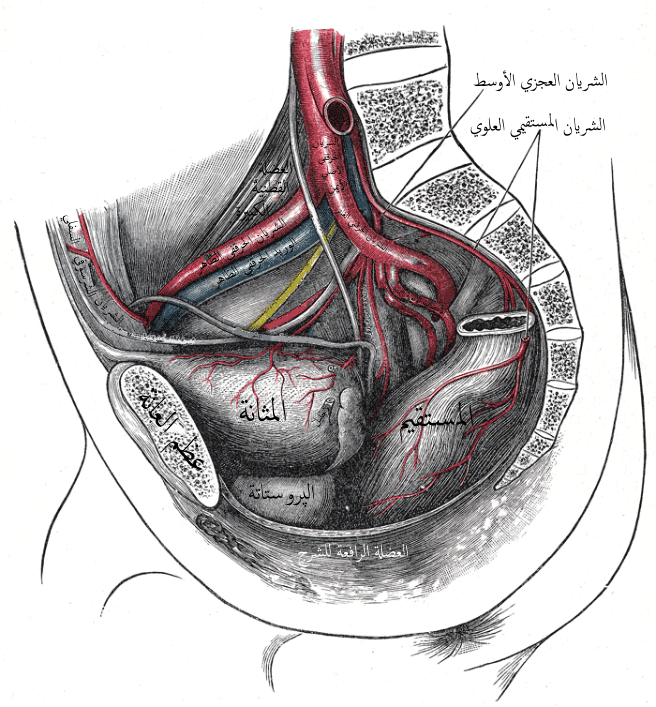
شرايين الحوض.
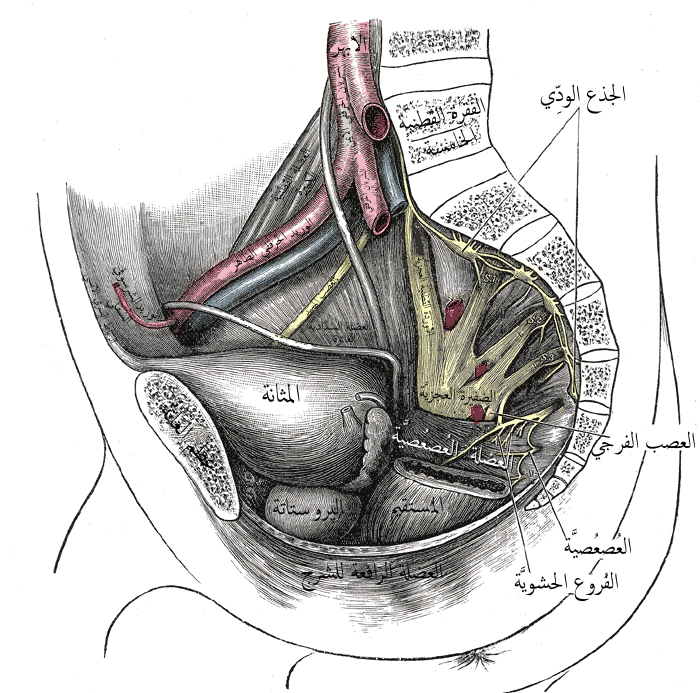
Dissection of side wall of pelvis showing sacral and pudendal plexuses.
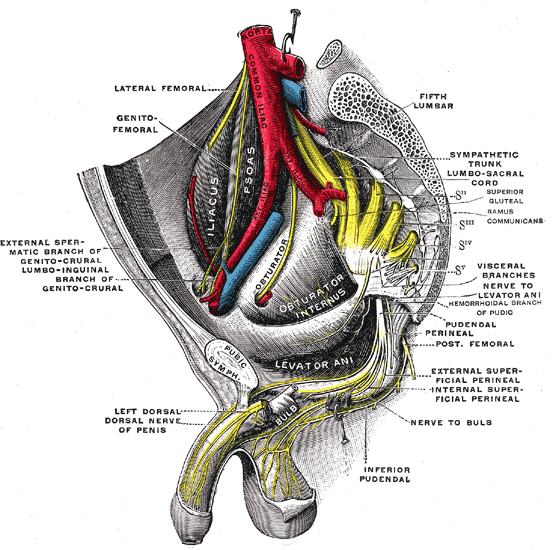
الضفيرة العجزية من الجانب الأيمن.
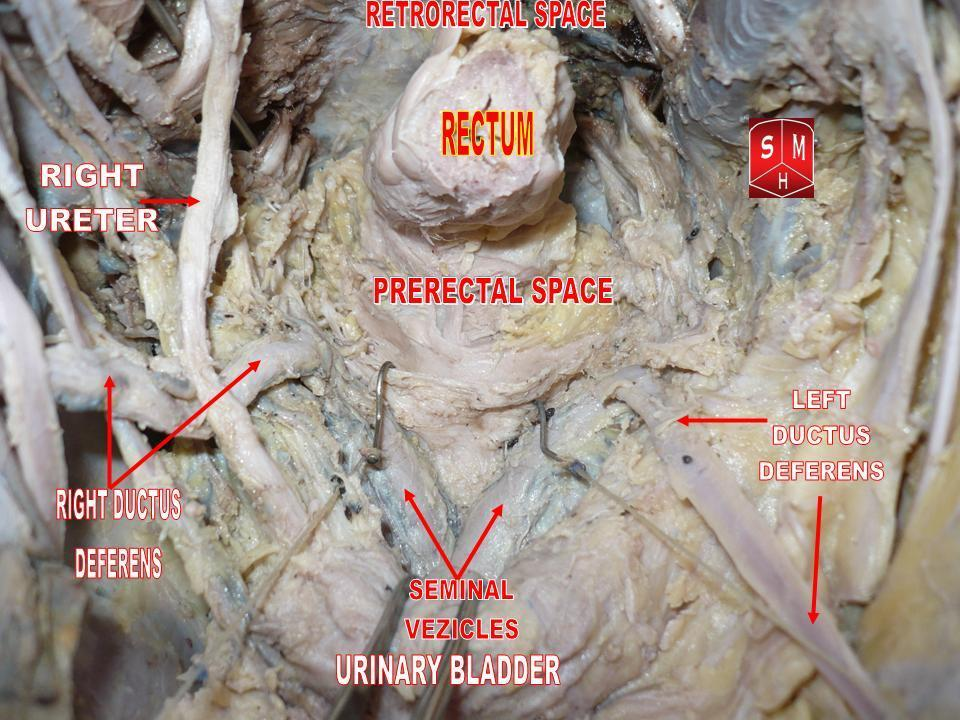
تجويف حوض الذكر
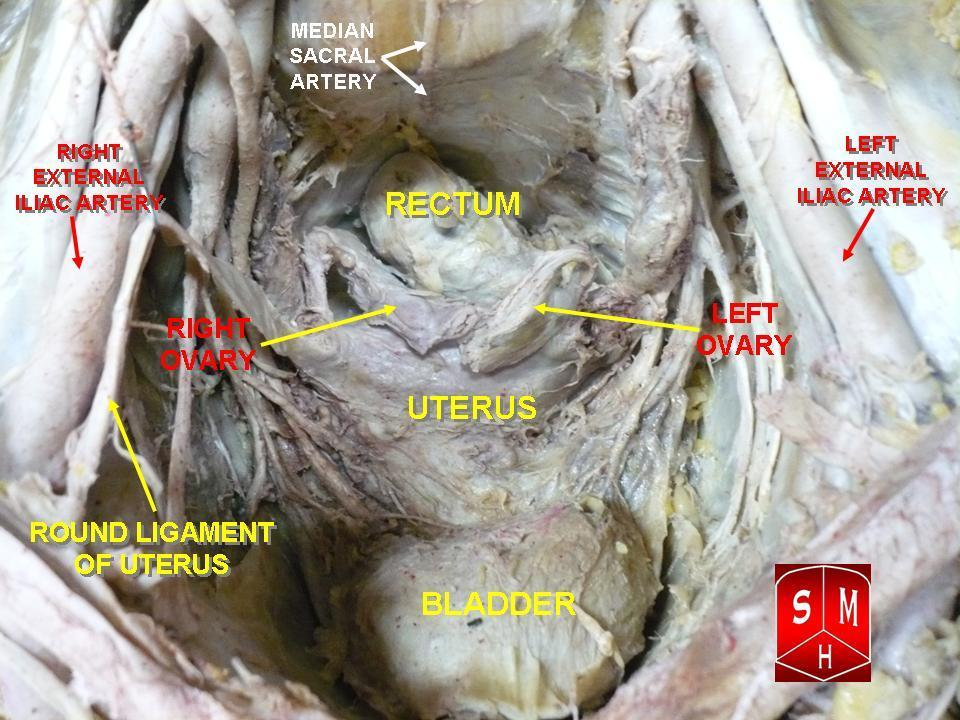
تجويف حوض الأنثى
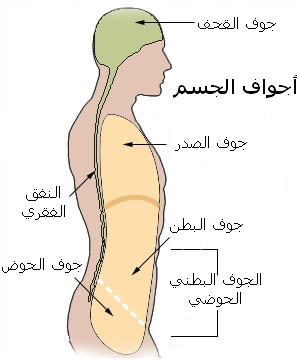
إسقاط داخلي من تجاويف الإنسان، مع بيان خط فاصل بين تجاويف البطن والحوض.